# نظيف (اسم)
نظيف هو اسم علم مذكر من أصل عربي، ومعناه هو من الفعل نظف، كان نقيًا من الوسخ، والمعنى النقي الطاهر العفيف المهذب.

## شخصيات تحمل الاسم
- نظيف الشاوي
- نظيف بن يمن ( – 990)

## وصلات خارجية
- موسوعة السلطان قابوس لأسماء العرب